# William F. Walsh

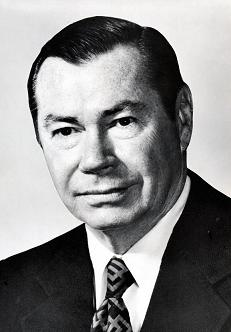
William F. Walsh

William Francis Walsh (* 11. Juli 1912 in Syracuse, New York; † 8. Januar 2011 in Marcellus, New York) war ein US-amerikanischer Politiker.
Walsh besuchte das St. Bonaventure College und erhielt dort 1934 seinen Bachelor of Arts. 1939 bis 1940 besuchte er die Catholic University School of Social Work. An der University of Buffalo erwarb er 1949 seinen Master of Arts. Zuvor hatte Walsh 1941 bis 1946 in der United States Army gedient.
Walsh wurde 1961 zum Bürgermeister von Syracuse gewählt. 1965 erfolgte seine Wiederwahl. Er übte dieses Amt bis 1969 aus. 1968 war Walsh Delegierter zur Republican National Convention und gehörte 1970 der New York State Public Service Commission als Mitglied an. 1972 wurde er als Republikaner in den 93. Kongress gewählt und vertrat im US-Repräsentantenhaus vom 3. Januar 1973 bis zum 3. Januar 1979 den Bundesstaat New York. 1978 kandidierte er nicht mehr für einen Sitz im 96. Kongress. Walsh lebte zuletzt in Syracuse.
Sein Sohn James T. Walsh war von 1989 bis 2009 ebenfalls Abgeordneter im US-Repräsentantenhaus.